# Danielle Panabaker
Pour les articles homonymes, voir Panabaker.
Danielle Panabaker, créditée sous son nom complet Danielle Nicole Panabaker au début de sa carrière[réf. nécessaire], née le 19 septembre 1987 à Augusta, (Géorgie, États-Unis), est une actrice et productrice américaine.
Enfant star, elle est révélée dans les productions Disney La Naissance d'une nouvelle star, L'École fantastique et Le Journal de Jaimie, et grâce à ses participations aux séries Le Protecteur et Empire Falls. Elle a remporté deux Young Artist Awards.
Elle se fait aussi remarquer dans la série judiciaire Shark et enchaîne, par la suite, les apparitions dans de nombreuses séries télévisées.
Elle est considérée comme une Scream Queen grâce à sa participation à de nombreux films d'horreurs comme Mr. Brooks, The Crazies, Vendredi 13, The Ward : L'Hôpital de la terreur, Girls Against Boys, Piranha 3DD.
Depuis 2014, elle joue le rôle de Killer Frost / Caitlin Snow dans la série télévisée fantastique The Flash. Son personnage fut introduit dans Arrow et apparaît également dans les séries de l'univers télévisuel DC Comics, Supergirl et Legends of Tomorrow.

## Biographie

### Enfance et formation
Danielle Nicole Panabaker est la fille de Donna (née Mayock) et de Harold Panabaker. Elle est la sœur de Kay Panabaker, ancienne actrice devenue zoologue. Son surnom est Grâce. Le patriarche de la famille travaillant dans la vente, les filles grandissent aux quatre coins des États-Unis.
Elle a découvert qu'elle aimait jouer après avoir suivi un cours de théâtre dans un camp d'études, puis s'est ensuite impliquée dans le théâtre communautaire. Dans les différentes écoles qu'elle fréquente, elle s'inscrit à plusieurs clubs de rhétorique afin d'améliorer son élocution.
Persuadée que s'installer à Los Angeles est l'unique moyen de se consacrer à sa carrière d'actrice, elle s'y installe accompagnée de sa sœur et de leur mère. Elle termine son lycée en Californie alors qu'elle n'a que 14 ans.
Elle obtient son Bachelor of Arts (équivalent à une licence), avec les honneurs du camp professoral, à l'UCLA en juin 2007, à l'âge de 19 ans.

### Carrière

#### Débuts et révélation (années 2000)

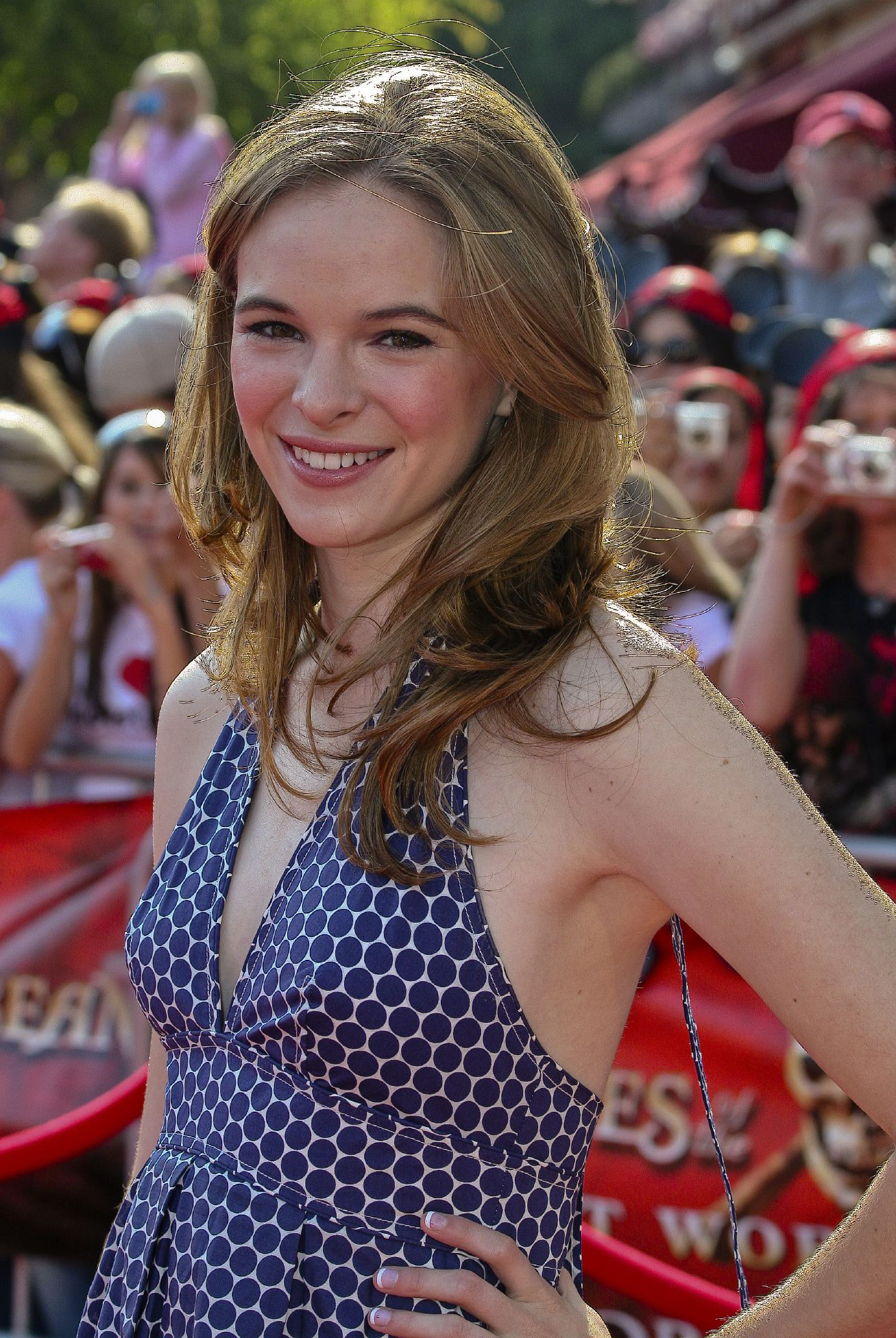
Lors de l'avant-première californienne de Pirates des Caraïbes : Jusqu'au bout du monde, en 2007.

Au début de sa carrière, elle participe à diverses publicités et enchaîne les apparitions à la télévision dans des séries télévisées installées telles que Malcolm, The Bernie Mac Show, Les Experts, ou encore Le Protecteur qui lui permet de remporter le Young Artist Awards de la meilleure performance par une jeune actrice invitée dans une série télévisée. Cette première reconnaissance la propulse et lui apporte une certaine notoriété.
C'est ainsi qu'elle occupe, par la suite, le premier rôle dans plusieurs productions Disney Channel, les téléfilms La Naissance d'une nouvelle star et Le Journal de Jaimie ainsi que la comédie d'aventure L'École fantastique.
A la même période, elle joue dans la mini-série plébiscitée par la critique, Empire Falls ainsi que dans la comédie familiale de Raja Gosnell, Une famille 2 en 1. Très active, elle est aussi à l'affiche d'Un cœur pour David, téléfilm dramatique produit par ABC Family, qui lui vaut son second prix lors des Young Artist Awards 2005.
Elle poursuit en vedette d'unitaire comme dans Trop jeune pour être mère avec Jane Krakowski et apparaît aux côtés de sa sœur, dans deux épisodes de la série Summerland avant d'être engagée par le réseau CBS pour jouer la fille de James Woods dans la série judiciaire Shark, entre 2006 et 2008.
Parallèlement à ce premier rôle régulier d'envergure,, elle joue dans le film Mr. Brooks avec Kevin Costner, un thriller ayant remporté le prix du public au Festival du film policier de Cognac et elle est l'une des têtes d'affiche de la comédie dramatique Home of the Giants aux côtés d'un autre enfant star, Haley Joel Osment et de Ryan Merriman.
En 2009, elle est à l'affiche du film d'horreur Vendredi 13, réalisé par Marcus Nispel. Il s'agit du remake du classique de l'épouvante Vendredi 13, le 12e épisode de la saga, qui a commencé en 1980 et dont le dernier film de 2002 a été Freddy contre Jason. Le film est un succès aux box-office.

#### Émancipation au cinéma et succès télévisuels (années 2010)

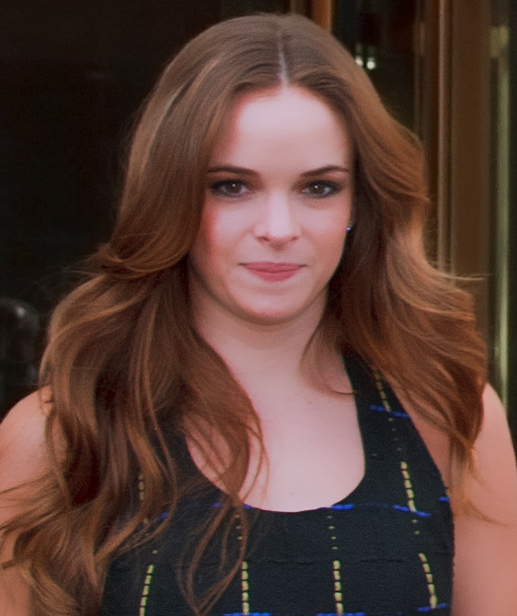
Au Festival international du film de Toronto 2010.

En 2010, elle poursuit dans le même registre en étant à l'affiche de deux films d'horreur : The Crazies, remake de La Nuit des fous vivants (sorti en 1973 et réalisé par George A. Romero). Cette fois-ci, le long métrage est réalisé par Breck Eisner et lui permet de donner la réplique à Timothy Olyphant et à Radha Mitchell, ainsi qu'à Joe Anderson. Elle joue également sous la direction de John Carpenter dans The Ward : L'Hôpital de la terreur, évoluant aux côtés d'Amber Heard, Mamie Gummer et Lyndsy Fonseca. Cette production est cependant laminée par la critique.
La même année, l'actrice multipliera également les apparitions isolées dans plusieurs séries télévisées (Grey's Anatomy, Médium, Los Angeles, police judiciaire, Chase, Memphis Beat),.
En 2011, elle est la vedette du téléfilm Katie, bannie des siens (réalisé par Michael Landon Jr. pour Hallmark Channel), qui est un succès. Elle devait reprendre son rôle dans la suite, L'Héritage de Katie, en 2013, mais un conflit d'emploi du temps l'oblige à abandonner, et c'est l'actrice Katie Leclerc qui lui succède.
En 2012, au cinéma, elle persiste dans le registre de l'horreur en étant à l'affiche de la grosse production Piranha 3D ainsi que de la plus discrète Girls Against Boys.

Côté télévision, elle joue un petit rôle récurrent dans La Diva du divan et apparaît, les années qui suivent, dans Grimm, Bones, Mad Men, Justified ainsi que dans Franklin and Bash. À la même période, elle est toujours vedette dès qu'il s'agit de téléfilms, en étant notamment dirigée par Kevin Hooks et Ron Oliver pour Intercept et Une passion à 3 étoiles. 

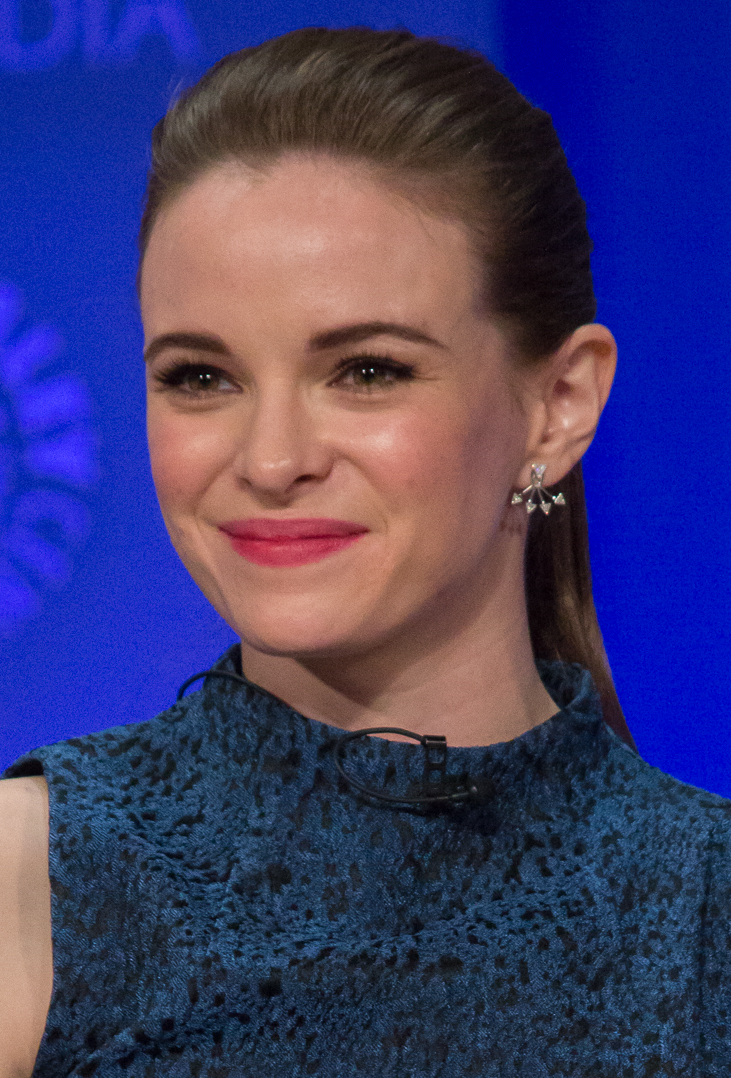
Au PaleyFest 2015, pour la présentation de la série télévisée The Flash.

En 2014, elle porte le film de science-fiction Time Lapse, récompensé lors de nombreux festivals du cinéma indépendant. Cette année-là, elle intègre l'univers télévisuel DC Comics en décrochant le rôle de Killer Frost pour la série télévisée Arrow. Elle apparaît dans quelques épisodes avant de devenir l'un des personnages principaux de The Flash. Ce personnage l'installe à nouveau sur le petit écran et lui permet de s'essayer à la réalisation, notamment lors de la saison 5 de Flash,,.
Grâce à ce rôle, elle est aussi proposée, pendant plusieurs années, pour le Teen Choice Awards de la meilleure actrice dans une série télévisée et elle apparaît dans les séries appartenant au même univers comme Legends of Tomorrow, Supergirl ou encore Freedom Fighters: The Ray. 
Après avoir terminé l'atelier des réalisateurs de télévision de Warner Bros. en 2018, Danielle a réalisé un épisode de The Flash.
En 2018, elle est la vedette d'un téléfilm Hallmark Channel sur le thème de Noël, Christmas Joy.

### Vie privée
Elle est mariée à un avocat californien, Hayes Robbins, depuis le 24 juin 2017. Le couple s'était rencontré par l'intermédiaire d'amis communs, et ils se sont fiancés lors d'un voyage romantique en Grèce, en juillet 2016.
En avril 2020, elle annonce avoir accouché de son premier enfant . En juillet 2022, elle donne naissance a son deuxième enfant. 

## Filmographie

### Cinéma

#### Courts métrages
- 2005 : Rule Number One de David Presley : Grace Jones - également productrice
- 2019 : My Ira de J.P. Epstein : Ira

#### Longs métrages
- 2005 : L'École fantastique / Sky High: École des Super-Héros (Sky High) de Mike Mitchell : Layla
- 2005 : Une famille 2 en 1 / Les Tiens, les Miens et les Nôtres (Yours, Mine and Ours) de Raja Gosnell : Phoebe North
- 2007 : Mr. Brooks de Bruce A. Evans
- 2007 : Home of the Giants de Rusty Gorman : Bridgette « Bridge » Bachman
- 2009 : Vendredi 13 (Friday the 13th) de Marcus Nispel : Jenna
- 2010 : Les Détraqués (The Crazies) de Breck Eisner : Becca
- 2010 : The Ward : L'Hôpital de la terreur (The Ward) de John Carpenter : Sarah
- 2010 : Weakness de Michael Melamedoff : Danielle
- 2012 : Girls Against Boys de Austin Chick (en) : Shae
- 2012 : Piranha 2 3D (Piranha 3DD) de John Gulager : Maddy
- 2014 : Time Lapse de Bradley King (en) : Callie
- 2015 : This Isn't Funny (en) de Paul Ashton : Stacey

### Télévision

#### Clips vidéos
- 2003 : Misfit de Amy Studt : une figurante[17]

#### Séries télévisées
- 2002 : Cher oncle Bill (Family Affair) : Parker LeeAnn Aldays (saison 1, épisode 6)
- 2003 : The Bernie Mac Show : Chelsea (saison 2, épisode 13)
- 2003 : Malcolm (Malcolm in the Middle) : Kathy McCulskey (saison 4, épisode 18)
- 2003 : Les Experts (CSI: Crime Scene Investigation) : la fille (saison 3, épisode 22)
- 2003 : Le Protecteur (The Guardian) : Samantha Gray (saison 3, épisode 4)
- 2004 : Division d'élite (The Division) : Melissa Ringston (saison 4, épisode 11)
- 2005 : New York, unité spéciale (Law and Order: Special Victims Unit) : Carrie Lynn Eldridge (saison 6, épisode 19)
- 2005 : Empire Falls : Tick Roby (mini-série, 2 épisodes)
- 2005 : Summerland : Faith (2 épisodes[18] - saison 2, épisodes 11 et 12)
- 2006 - 2008 : Shark : Julie Stark (rôle principal, 38 épisodes[19])
- 2008 : Eli Stone : Genny Clarke (saison 2, épisode 8)
- 2009 : Grey's Anatomy : Kelsey Simmons (saison 6, épisode 10)
- 2010 : Médium (Medium) : Summer Lowry (saison 6, épisode 13)
- 2010 : Les Griffin (Family Guy) : Hillary (animation, voix originale - saison 8, épisode 15)
- 2010 : Los Angeles, police judiciaire (Law and Order: Los Angeles) : Chelsea Sennett (saison 1, épisode 1)
- 2010 : Chase : Carina Matthews (saison 1, épisode 9)
- 2011 : Memphis Beat : sœur Katherine (saison 2, épisode 4)
- 2011 - 2013 : La Diva du divan (Necessary Roughness) : Juliette Pittman (5 épisodes[20])
- 2012 : Grimm : Ariel Eberhart (saison 1, épisode 14)
- 2012 - 2013 : Bones : agent spécial Olivia Sparling (2 épisodes[21] - saison 8, épisodes 3 et 15)
- 2012 - 2014 : Franklin and Bash : Bonnie Appel (2 épisodes - saison 2, épisode 6 / saison 4, épisode 9)
- 2013 : Mad Men : Daisy McCluskey (saison 6, épisode 6)
- 2013 : The Glades : Homicides aux Everglades : Holly Harper (saison 4, épisode 12)
- 2014 : Justifié (Justified) : Penny (6 épisodes[22])
- 2014 - 2018 : Arrow : Caitlin Snow / Killer Frost (5 épisodes[23])
- 2014 - 2023 : Flash : Caitlin Snow / Killer Frost (rôle principal depuis la saison 1) - Killer Frost (saisons 2, 3 et 4) - également réalisatrice d'un épisode
- 2015 : Fight of the Living Dead : la docteure (pilote télévisé)
- 2016 - 2017 : Legends of Tomorrow (DC: Legends of Tomorrow) : Caitlin Snow / Killer Frost (3 épisodes)
- 2017 - 2018 : Supergirl : Caitlin Snow / Killer Frost (2 épisodes)
- 2017 : Freedom Fighters: The Ray : Caitlin Snow / Killer Frost (1 épisode)
- 2017 : The Flash: Stretched Scene (web-série) : Caitlin Snow / Killer Frost (2 mini-épisodes)

#### Téléfilms
- 2003 : No Place Like Home de Scott Winant (en)
- 2003 : Face à son destin (Sex & the Single Mom) de Don McBrearty : Sara Gradwell
- 2004 : La Naissance d'une nouvelle star (Stuck in the Suburbs) de Savage Steve Holland : Brittany Aarons
- 2004 : Un cœur pour David (Searching for David's Heart) de Paul Hoen : Darcy Deeton
- 2005 : Trop jeune pour être mère (Mom at Sixteen) de Peter Werner : Jacey Jeffries
- 2006 : Le Journal de Jaimie (Read It And Weep) de Paul Hoen : Isabella ou « Is »
- 2011 : Katie, bannie des siens (The Shunning) de Michael Landon Jr. : Katie Lapp
- 2012 : Intercept de Kevin Hooks : Kat
- 2013 : Veux-tu toujours m'épouser? (Nearlyweds) de Mark Griffiths : Erin
- 2014 : Une passion à 3 étoiles (pt) (Recipe for Love) de Ron Oliver : Lauren
- 2018 : Noël à Crystal Falls (Christmas Joy) de Monika Mitchell : Joy Holbrook

## Distinctions

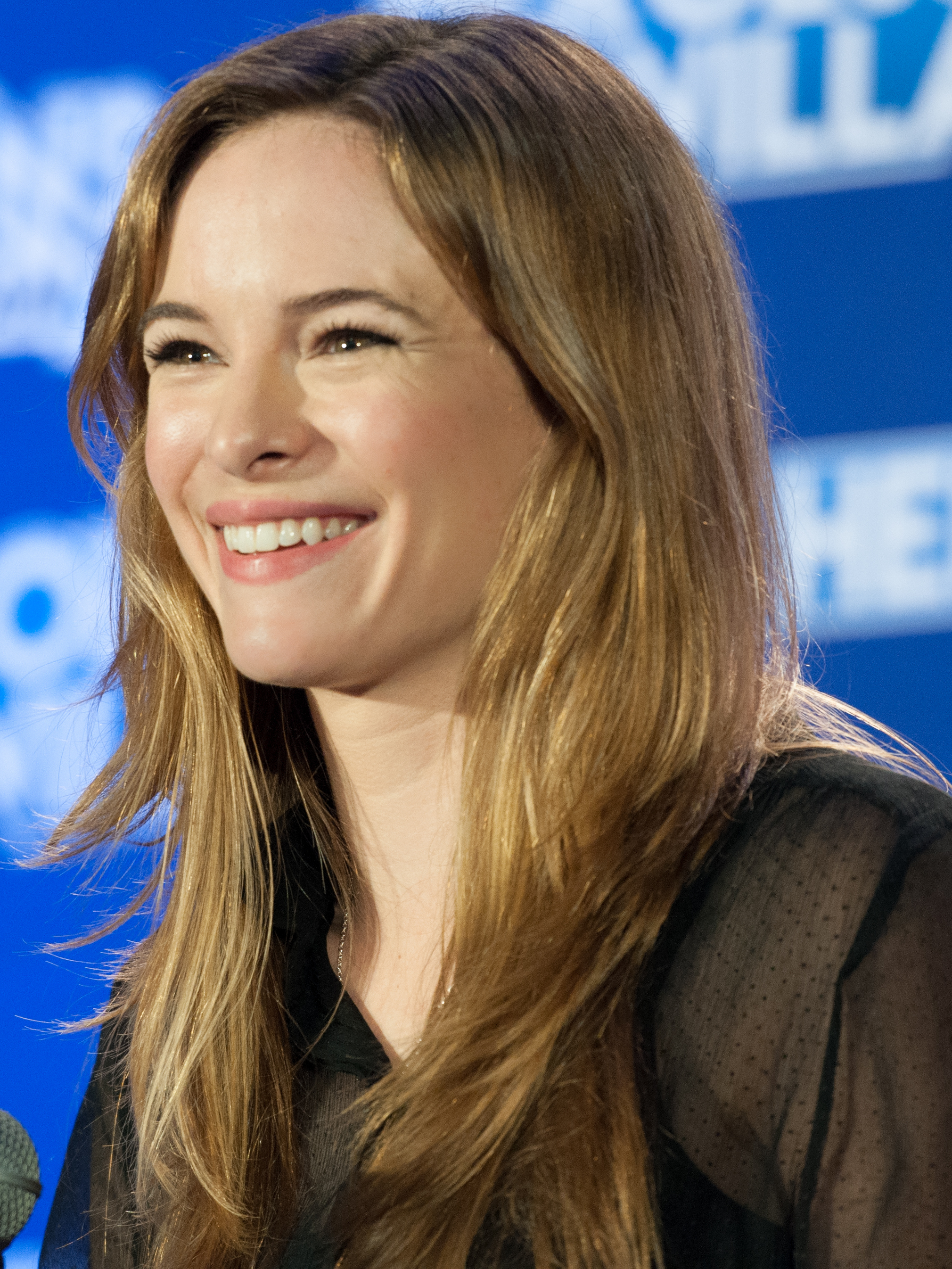
Lors du Heroes & Villains Fan Fest 2016.

Sauf indication contraire ou complémentaire, les informations mentionnées dans cette section proviennent de la base de données IMDb.

### Récompenses
- Young Artist Awards 2004 : meilleure performance par une jeune actrice invitée dans une série télévisée pour Le Protecteur
- Young Artist Awards 2005 : meilleure performance par une jeune actrice dans un mini-série ou un téléfilm pour Un cœur pour David
- London Independent Film Festival 2014 : Prix du jury de la meilleure actrice pour Time Lapse

### Nominations
- Women's Image Network Awards 2005 : meilleure actrice dans une mini-série ou un téléfilm pour Empire Falls
- Young Artist Awards 2005 : meilleure performance par une jeune distribution pour Une famille 2 en 1
- Teen Choice Awards 2015 : meilleure actrice dans une série télévisée fantastique pour The Flash
- Teen Choice Awards 2016 : meilleure actrice dans une série télévisée fantastique pour The Flash
- Teen Choice Awards 2017 : meilleure actrice dans une série télévisée d'action pour The Flash
- Teen Choice Awards 2018 : meilleure actrice dans une série télévisée d'action pour The Flash
- Teen Choice Awards 2019 : meilleure actrice dans une série télévisée d'action pour The Flash

## Voix françaises
| - Edwige Lemoine dans : - Summerland (série télévisée) - Bones (série télévisée) - Shark (série télévisée) - The Glades (série télévisée) - Justified (série télévisée) - Grimm (série télévisée) - Arrow (série télévisée, 1re voix) - Veux-tu toujours m'épouser ? (téléfilm) - Une passion à 3 étoiles (téléfilm) - Vendredi 13 - Marie Diot dans : - Flash (série télévisée) - Arrow (série télévisée, 2e voix) - Legends of Tomorrow (série télévisée) - Supergirl (série télévisée) - Noël à Crystal Falls (téléfilm) - Charlotte Corréa dans : - L'École fantastique - Le Journal de Jaimie (téléfilm) | - Élisabeth Ventura dans : - Mr. Brooks - The Ward : L'Hôpital de la terreur Et aussi - Célia Charpentier dans Face à son destin (téléfilm) - Kelly Marot dans La Naissance d'une nouvelle star (téléfilm) - Charlyne Pestel dans Trop jeune pour être mère (téléfilm) - Jessica Monceau dans Une famille 2 en 1 - Caroline Pascal dans Piranha 2 3D - Caroline Espargilière dans Los Angeles, police judiciaire (série télévisée) - Ludivine Maffren dans Chase (série télévisée) - Sylvie Peyre dans Time Lapse |